# قراجه اربط
قراجه اربط یکی از روستاهای استان آذربایجان شرقی است که در دهستان کاغذکنان شرقی بخش کاغذکنان شهرستان میانه واقع شده‌است.